# Veertienhoek

Regelmatige veertienhoek.

Een veertienhoek of tetradecagoon (ook: tetrakaidecagoon) is een figuur met 14 hoeken en 14 zijden. Een regelmatige veertienhoek is een regelmatige veelhoek met n=14; de hoeken van een regelmatige veertienhoek zijn:
{\displaystyle \alpha ={\frac {(n-2)}{n}}\cdot 180^{\circ }={\frac {12}{14}}\cdot 180^{\circ }\approx 154{,}286^{\circ }}
De oppervlakte A voor een regelmatige veertienhoek wordt gegeven door de volgende formule (met a de lengte van een zijde):
{\displaystyle A={\frac {14}{4}}a^{2}\cot {\frac {\pi }{14}}\approx 15,3345a^{2}\,}